# Pierre Légier
Pour les articles homonymes, voir Légier.
Pierre Légier est un écrivain, librettiste, juriste et maire français né à Jussey en 1734 et y décédé le 7 janvier 1791. Après une brève carrière militaire, il part étudier le droit à Paris et s'essaye à la littérature. Ses premiers vers rencontrent un certain succès mais ses œuvres dramatiques ne percent pas. Il retourne alors dans sa ville natale pour occuper quelques charges administratives (dont celle de maire) sans délaisser complètement la littérature. Il est reçu à l'Académie de Besançon en 1780.
Voltaire parle de lui en termes peu élogieux dans une lettre au comte de Tressan du 3 février 1758.

## Œuvres
- Le Rendez-vous, opéra en un acte et en vers, mêlé d'ariettes sur une musique de Duni, 1763[3].
- Les Protégés, comédie en 3 actes, Paris, 1769.
- Épitre à monsieur Diderot, in Correspondance littéraire, 15 mai 1765, puis, mais tronqué, dans le Mercure de France, juillet 1765, p. 45[4].
- Amusements poétiques, Londres et se trouve à Orléans, Couret de Villeneuve, 1769, recueil de contes et d'épîtres (en ligne).
- L'Influence du luxe sur les mœurs et les arts, discours de réception en vers à l'Académie de Besançon, le jour de la saint Martin 1780, éd. Besançon, Lépagnez cadet, 1780, 20 pages.
- Le Berger, 1782, fable.
- Épitre à un amateur des Beaux-Art, 1782.
- L'Orateur, poème à l'abbé de Talbert, 1784.
- Susky, conte moral en prose, publié en 1783 dans les Affiches de Franche-Comté.
- Traité historique et raisonné : d'après les loix, règlemens et usages, sur les différentes procédures qui s'observent dans toutes les jurisdictions de l'enclos du Palais, à Paris tant en première instance, qu'en cause d'appel (...), P. F. Gueffier, 1780, 576 p. (réf. Archives de la BnF).
- Pièces diverses dans l'Almanach des Muses à partir de 1765.

## Sources
- Charles Weisse, Notice sur M. Légier, dans Mémoires de la Société d'agriculture de la Haute-Saône, Vesoul, 1812, tome III, p. 251-260. L'auteur a publié une synthèse de cette notice dans la Biographie universelle, ancienne et moderne, Paris, L. G. Michaud, 1819, vol. 23, p. 569.
- N. L. M. Desessarts et al., Les siècles littéraires de la France, Paris, chez l'auteur, an IX (1801), tome 4, p. 127.